# Ireneo Filalete
Ireneo Filalete, o Eireneo in latino Eirenaeus Philalethes (cioè «pacifico amante della verità») (1628 – 1665), è stato un alchimista britannico ed autore di molte importanti opere del suo periodo.
 I suoi lavori furono letti da Isaac Newton, John Locke e Gottfried Wilhelm Leibniz. Gli scritti di Newton sull'alchimia sono fortemente influenzati dal Filalete, sebbene Newton vi abbia apportato delle modifiche significative. 

## Identità
La vera identità di Filalete (pseudonimo non rarissimo in quel periodo) rimane sconosciuta. Da recenti ricerche, sembra comunque probabile che egli fosse l'alchimista George Starkey (1628-1665), autore di Pirotecnia, e scienziato statunitense di origini coloniali. Un'altra ipotesi è quella che fosse John Winthrop il Giovane, politico statunitense e primo coloniale ad essere membro della Royal Society di Londra.
Non è inoltre da confondere col contemporaneo Eugenio Filalete, probabile pseudonimo dell'alchimista Thomas Vaughan.
Ireneo Filalete è universalmente conosciuto per essere l'autore dello scritto alchemico intitolato Entrata aperta al palazzo chiuso del Re (titolo originale Introitus Apertus ad Occlusum Regis Palatium), scritto nel 1645 e pubblicato nel 1669.

## Opere
Scritti pubblicati col nome di George Starkey:
- The Reformed Commonwealth of Bees (1655).
- Nature's Explication and Helmont's Vindication; or a short and sure Way to a long and sound life (Londra, 1657).
- Pyrotechny asserted and illustrated (Londra, 1658).
- The admirable efficacy of oyl which is made of Sulphur-Vive (1660).
- The dignity of kinship asserted (1660).
- Britains Triumph FOR HER Imparallel'd Deliverance (1660).
- Royal and other innocent blood crying aloud to heaven for due vengeance (1660).
- An appendix to the Unlearned Alchimist Wherein is contained the true Receipt of that Excellent "Diaphoretick" and "Diuretick PILL" (1663).
- George Starkey's Pill vindicated From the unlearned Alchymist and all other pretenders.
- A brief Examination and Censure OF Several Medicines (1664).
- A smart Scourge for a silly, sawcy Fool, an answer to letter at the end of a pamphlet of Lionel Lockyer (1664).
- An Epistolar discourse to the Learned and Deservingauthor of Galeno-pale (1665).
- Loimologia. A Consolatory Advice And some brief observations Concerning the Present Pest (1665).
- Liquor Alchahest, or a discourse of that Immortal Dissolvent of "Paracelsus & Helmont" (1675).

Scritti pubblicati sotto lo pseudonimo di Ireneo Filalete:
- The Marrow of Alchemy, being an Experimental Treatise, Discovering the secret and most hidden Mystery of the Philosophers Elixer, Londra, 1654, OCLC 607038829.
- Introitus apertus ad occlusum regis palatium, Amstelodami, J. Janssonium, 1667. Scritto in latino,  fu successivamente tradotto in inglese come:

 Secrets reveal'd; or, An open entrance to the shut-palace of the King : containing the greatest treasure in chymistry never yet so plainly discovered, Londra, W. Godbid for William Cooper, 1669, OCLC 904722035.
- Three Tracts of the Great Medicine of Philosophers for Humane and Metalline Bodies (Amsterdam, 1668, in latino; Londra, 1694, in inglese):
  - The Art of the Transmutation of Metals
  - A short Manuduction to the Caelestial Ruby
  - The Fountain of Chymical Philosophy.
- An Exposition upon Sir George Ripley's Epistle to King Edward IV (Londra 1677, in inglese).
- An Exposition upon Sir George Ripley's Preface (Londra 1677, in inglese).
- An Exposition upon the First Six Gates of Sir George Ripley's Compound of Alchymie (Londra 1677, in inglese).
- Experiments for the Preparation of the Sophick Mercury; by Luna, and the Antimonial-Stellate-Regulus of Mars, for the Philosophers Stone (Londra 1677, in inglese).
- A breviary of Alchemy, or a commentary upon Sir George Ripley's Recapitulation: Being A Paraphrastical Epitome of his Twelve Gates (Londra 1677, in inglese).
- An Exposition upon Sir George Ripley's Vision (Londra 1677, in inglese).
- Ripley Reviv'd, or an Exposition upon Sir George Ripley's Hermetico-Poetical Works (Londra 1678, in inglese).
- Opus tripartitum (Londra & Amsterdam, 1678, in latino).
- Enarratio methodica trium Gebri medicinarum, in quibus contenitur Lapidis Philosophici vera confectio (Amsterdam, 1678, in latino).
- The Secret of the Immortal Liquor called Alkahest (Londra, 1683, in inglese & latino).

Alcuni di questi trattati, compresi i Three tracts e l'Introitus furono inclusi anche nel Musaeum Hermeticum del 1678.
Tutte le opere in inglese di Filalete sono state recentemente accorpate in un unico volume.

### Traduzioni in italiano
- Ireneo Filalete, Opere, a cura di Paolo Lucarelli, Roma, Mediterranee, 2001.